# Ениш, Ганс
Ганс Ениш (нем. Hans Jenisch; 19 октября 1913, Гердауэн, Восточная Пруссия — 29 апреля 1982) — немецкий офицер-подводник, капитан-лейтенант (1 ноября 1940 года).

## Биография
1 июля 1934 года поступил на флот кадетом. 1 октября 1936 года произведен в лейтенанты. Служил на крейсере «Дойчланд». В мае 1937 года переведен в подводный флот. С января 1938 года вахтенный офицер на подлодке U-32.

## Вторая мировая война
12 февраля 1940 года назначен командиром подлодки U-32, на которой совершил 6 походов (проведя в море в общей сложности 114 суток). Среди потопленных Енишем судов был лайнер «Empress of Britain» водоизмещением 42 350 брт, потопленный совместно с люфтваффе и являвшийся самым большим судном, потопленым немецкими подводниками.
7 октября 1940 года награждён Рыцарским крестом Железного креста.
30 октября подлодка Ениша была потоплена на северо-западе Ирландии британскими эсминцами. 9 человек погибло, а 33, в том числе и Ениш, были взяты плен.
Всего за время военных действий Ениш потопил 17 судов общим водоизмещением 110 139 брт и повредил 3 судна водоизмещением 22 749 брт.

## Послевоенная служба
В июне 1947 года освобожден. В 1956 году поступил в ВМС ФРГ, командовал фрегатом «Хиппер». В 1972 году вышел в отставку в звании капитана 1-го ранга.